# Sistema elettorale della Repubblica di Weimar
Il sistema elettorale della Repubblica di Weimar era basato sulla legge elettorale approvata nel 1920 ed è di tipo proporzionale puro, come richiesto dall'articolo 22 della Costituzione di Weimar. Si distinsero tre livelli di distribuzione per la determinazione dei seggi al Reichstag, utilizzando lo stesso meccanismo in tutti e tre i livelli:
1. Il territorio nazionale viene ripartito in 35 collegi elettorali, in ciascuno di essi ogni 60.000 voti ottenuti da ciascun partito viene eletto 1 deputato; i voti residui non utilizzati di ciascun partito vengono recuperati nel secondo livello.
2. Il territorio elettorale viene considerato ripartito in 16 collegi, in ciascuno di essi ogni 60.000 voti ottenuti da ciascun partito viene eletto 1 deputato; i voti residui non utilizzati di ciascun partito vengono recuperati nel terzo livello.
3. Il territorio nazionale viene considerato come unico collegio elettorale, e anche in questo caso ogni 60.000 voti ottenuti da ciascun partito viene eletto 1 deputato.

Si tratta della forma più pura di sistema proporzionale, in cui le forze politiche in parlamento rappresentano esattamente in maniera proporzionale le forze politiche nel paese.
In un sistema politico sin troppo fluido come quello tedesco, il sistema elettorale proporzionale ha contribuito drammaticamente alla frantumazione politica, tanto che nel 1920 i partiti rappresentati nel Reichstag erano 14, mentre nel 1932 salirono a 28. Dal 1919 al 1933, in soli 14 anni, si susseguirono 21 governi.
La forza politica era talmente frantumata che neppure risultò possibile modificare il principio costituzionale del sistema proporzionale per arginare il fenomeno di instabilità politica. L'articolo 73 della costituzione prevedeva il procedimento di revisione costituzionale: era necessaria la maggioranza qualificata dei 2/3 dei presenti, purché fossero presenti almeno i 2/3 dei componenti del Reichstag.
Le ultime elezioni democratiche avvenute in Germania prima della presa del potere da parte di Hitler risalgono al 1933, negli anni successivi la Germania vive l'esperienza nazista.